# BEST BAMBI BOX
『BEST BAMBI BOX』（ベスト・バンビ・ボックス）は、声優・新谷良子の2枚目のベスト・アルバム。2011年2月9日にLantisから発売された。

## 解説
前作『The Great bambi Pop Swindle』から4年ぶりとなる2枚目のベストアルバムで、2011年の活動10周年を記念して発売される。収録曲はファン投票&新谷良子セレクションで決められた。今までのPVを集めたDVDが同梱された3枚組となっている。また、『空にとける虹と君の声』では『STEREOLOVE』の終わりが『Trickstar’s next Trick』に続くようになっていたが、このアルバムでは『STEREOLOVE』のみで終わるように編集されている。
初登場8位。

## 収録曲

### Disc1
1. ピンクのバンビ [4:18]
作詞：しんたにりょーこ、作曲・編曲：R・O・N
2. LUCKY GIRL（Self Covered） [3:34] 
作詞：高柳恋、作曲：小泉誠司、編曲：飯塚昌明
3. 秋の空 [3:34]
作詞・作曲・編曲：Funta
4. あいのうただから [4:49]
作詞・作曲：Funta、編曲：Funta and Family
5. ray of sunshine [5:11]
作詞・作曲：桃井はるこ、編曲：小池雅也
6. ファンシー☆フリル [4:21]
作詞：しんたにりょーこ、作曲：上野康雄、編曲：深澤秀行
7. Slow Down [4:48]
作詞・作曲：桃井はるこ、編曲：R・O・N
8. 恋の構造 [3:37]
作詞：Funta、作曲：太田雅友、編曲：宅見将典
9. トリックスター [4:20]
作詞・作曲・編曲：R・O・N
10. Wonderstory [4:38]
作詞・作曲：R・O・N、編曲：宅見将典
11. スウィートサマー [4:01]
作詞・作曲・編曲：R・O・N
12. Chained Diary [4:33]
作詞・作曲・編曲：R・O・N
13. Pretty Good! [3:44]
作詞：しんたにりょーこ、作曲：伊東大和、編曲：R・O・N
14. Tomorrow(new) [3:44]
作詞・作曲・編曲：R・O・N

### Disc2
1. CANDY☆POP☆SWEET☆HEART [4:06]
作詞・作曲・編曲：R・O・N
2. STEREOLOVE [4:26]
作詞・作曲・編曲：R・O・N
3. 空にとける虹と君の声 [6:55]
作詞・作曲・編曲：R・O・N
4. ロストシンフォニー [4:21]
作詞・作曲・編曲：R・O・N
5. Parallel Paradise
作詞・作曲・編曲：R・O・N
6. Wonderful World [4:30]
作詞・作曲・編曲：R・O・N
7. ルーフトップ [5:11]
作詞：ゆうまお、作曲・編曲：渡辺拓也
8. ハリケーンミキサー [3:48]
作詞・作曲・編曲：R・O・N
9. crossingdays [4:08]
作詞・作曲・編曲：R・O・N
10. 月とオルゴール [3:58]
作詞・作曲・編曲：R・O・N
11. L&L [4:09]
作詞・作曲・編曲：R・O・N
12. 雨のスリーコード [4:39]
作詞：只野菜摘、作曲・編曲：川島弘光
13. MARCHING MONSTER [4:19]
作詞・作曲・編曲：R・O・N
14. ReTIME [5:05]
作詞・作曲・編曲：R・O・N

### DVD
1. 恋の構造
2. Wonderstory
3. CANDY☆POP☆SWEET☆HEART
4. ロストシンフォニー
5. Wonderful World
6. crossing days
7. 月とオルゴール
8. MARCHING MONSTER
9. ReTIME